# Villa albida
Villa albida är en tvåvingeart som beskrevs av Becker 1916. Villa albida ingår i släktet Villa och familjen svävflugor. Inga underarter finns listade i Catalogue of Life.